# إيشيتا دوتا
إيشيتا دوتا (بالهندية: इशिता दत्ता؛ بالإنجليزية: Ishita Dutta) هي عارضة وممثلة هندية، ولدت في 4 سبتمبر 1990 في جمشيدبور في الهند.

## أعمال

### أفلام
- (2015) رؤية[4]

## وصلات خارجية
- إيشيتا دوتا على موقع IMDb (الإنجليزية)
- إيشيتا دوتا على موقع قاعدة بيانات الفيلم (الإنجليزية)
- إيشيتا دوتا على موقع كينوبويسك (الروسية)